# Orbinia edwardsi
Orbinia edwardsi är en ringmaskart som först beskrevs av McIntosh 1910.  Orbinia edwardsi ingår i släktet Orbinia och familjen Orbiniidae. Inga underarter finns listade i Catalogue of Life.